# Inselbärbling
Der Inselbärbling (Danio kerri, Syn.: Brachydanio kerri), genannt auch Blauer Bärbling, ist ein kleiner Karpfenfisch, der auf den dem thailändischen Teil der Malaiischen Halbinsel westlich vorgelagerten Inseln Koh Yao Yai und Koh Yao Noi (Landkreis Ko Yao) vorkommt. Er wurde zu Ehren des Botanikers A. F. G. Kerr benannt, der die Typusexemplare gesammelt hat.

## Merkmale
Der Inselbärbling hat einen langgestreckten, aber nicht ganz so schlanken Körper wie die anderen Arten der Gattung und erreicht eine Maximallänge von 4 cm. Weibchen sind matter gefärbt als die Männchen, sind fülliger und werden etwas größer.
Die Grundfarbe der Fische ist graublau, zum Schwanz hin intensiv blau. Zwei goldgelbe Längslinien beginnen hinter dem Kiemendeckel und erstrecken sich, immer kräftiger werdend, bis zur Schwanzflossenwurzel. Die Flossen sind gelblich. Das Maul ist leicht oberständig. Es wird von zwei Paaren von Barteln flankiert. Die Unterkieferbarteln reichen bis hinter die Kiemendeckel. 
- Flossenformel: Dorsale 2/7, Anale 2/12–13.
- Schuppenformel: mLR 28–30.

## Lebensweise
Inselbärblinge leben als Schwarmfische in kleinen, vegetationsfreien Fließgewässern. Sie halten sich vor allem nah der Oberfläche auf und ernähren sich von Insekten, die auf die Wasseroberfläche gefallen sind, und von Zooplankton.